# 天主教瓦爾帕萊索教區
天主教瓦爾帕萊索教區 （拉丁語：Diocesis Vallis Paradisi）是智利一個羅馬天主教教區，屬聖地牙哥總教區。
1872年11月2日設立自治傳教區，1925年10月28日升為教區。教區範圍包括瓦爾帕萊索省、基約塔省和復活節島。2010年有教友932,000人（佔轄區人口74.0%）、69個堂區、195名司鐸。現任教區主教為岡薩洛·杜瓦爾德·德科塔薩爾。